# Samt-Ahorn
Der Samt-Ahorn (Acer velutinum), auch Persischer Berg-Ahorn genannt, ist eine Pflanzenart aus der Gattung der Ahorne (Acer) innerhalb der Familie der Seifenbaumgewächse (Sapindaceae). Das natürliche Verbreitungsgebiet liegt im Kaukasus und im nördlichen Iran.

## Beschreibung

### Vegetative Merkmale
Der Samt-Ahorn ist ein sommergrüner, mittelgroßer Baum, der Wuchshöhen von bis über 25 Metern, selten bis über 35 Metern erreicht. Der Stammdurchmesser erreicht über 1 Meter, selten bis über 1,6 Meter. Die Baumkrone ist relativ breit. Die Rinde der dicken Zweige ist kahl und grau bis braun. Die bräunliche bis gräuliche, glatte Borke ist im Alter schuppig.
Die gegenständig an den Zweigen angeordneten Laubblätter sind in Blattstiel und -spreite gegliedert. Der grüne Blattstiel ist 20 bis 25 Zentimeter lang und führt Milchsaft. Die gelappte bis gespaltene, spitze bis zugespitzte Blattspreite ist bei einer Breite von 15 bis 25 Zentimetern bis fünflappig mit herzförmiger Basis. Die spitzen bis zugespitzten Blattlappen sind eiförmig und grob und unregelmäßig gesägt oder gezähnt. Die Blattoberseite ist frischgrün und die -unterseite hellgrün bis glauk sowie mehr oder weniger, vor allem auf den Adern, zottig behaart. Die Blätter färben sich im Herbst gelb.

### Generative Merkmale
Der Samt-Ahorn ist einhäusig monözisch. Die Blütezeit liegt im Mai nach dem Austreiben der Laubblätter. Der rispige Blütenstand ist 8 bis 12 Zentimeter breit. Die kleine, funktionell eingeschlechtliche und gestielte Blüte ist radiärsymmetrisch und fünfzählig mit doppelter Blütenhülle und gelblich-grün. Die Blütenstiele sind behaart bis kahl. Die Kron- und Kelchblätter sind behaart bis kahl. Es sind bei männlichen Blüten acht vorstehende Staubblätter und oft ein Pistillode ausgebildet, bei weiblichen sind Staminodien mit Antheroden und ein behaarter Fruchtknoten vorhanden. Es ist jeweils ein Diskus vorhanden.
Die zweiteiligen Flügelnussfrüchte sind 3 bis 6 Zentimeter lang. Die Nüsschen der einsamigen Teilfrüchte sind behaart. Die Flügel sind spitz- bis stumpfwinkelig spreizend.
Die Chromosomenzahl beträgt 2n = 26 oder 52.

## Vorkommen
Acer velutinum kommt nur im nördlichen Iran und in Aserbaidschan vor.
Acer velutinum wächst in artenreichen Wäldern auf frischen bis feuchten, sauren bis neutralen, sandig-humosen bis lehmig-humosen Böden an sonnigen bis lichtschattigen Standorten. Acer velutinumist wärmeliebend und meist frosthart.

## Systematik
Die Erstbeschreibung von Acer velutinum erfolgte 1846 durch Pierre Edmond Boissier in Diagnoses Plantarum Orientalium novarum, series 1, 6, S. 28–29.
Die Art Acer velutinum gehört zur Serie Acer aus der Sektion Acer innerhalb der Gattung Acer. Synonyme sind Acer pulchrum G.Nicholson, Acer vanvolxemii Mast., Acer insigne Boiss. & Buhse, Acer pseudoplatanus var. vanvolxemii (Mast.) Wesm.
Es werden keine Unterarten mehr geführt.

## Verwendung
Der Samt-Ahorn wird selten wegen ihrer außergewöhnlichen Herbstfärbung als Ziergehölz verwendet.